# 弗里涅欧布瓦
弗里涅欧布瓦（法語：Vrigne aux Bois，法語發音：[vʁiɲ o bwa]）是法国阿登省的一个市镇，属于色当区。该市镇于2017年由原弗里涅欧布瓦与市镇博斯瓦勒和布里扬库尔合并而成。

## 地理
弗里涅欧布瓦（49°44'15"N, 4°51'21"E）面积22.57 平方千米，位于法国大東部大區阿登省，该省份为法国北部内陆省份，西接埃纳省，南至马恩省，东临默兹省，北与比利时接壤。
与弗里涅欧布瓦接壤的市镇（或旧市镇、城区）包括：热尔内勒、栋什里、弗里涅默兹、伊桑库尔和吕梅勒、维维耶欧库尔、热斯潘萨尔。
弗里涅欧布瓦的时区为UTC+01:00、UTC+02:00（夏令时）。

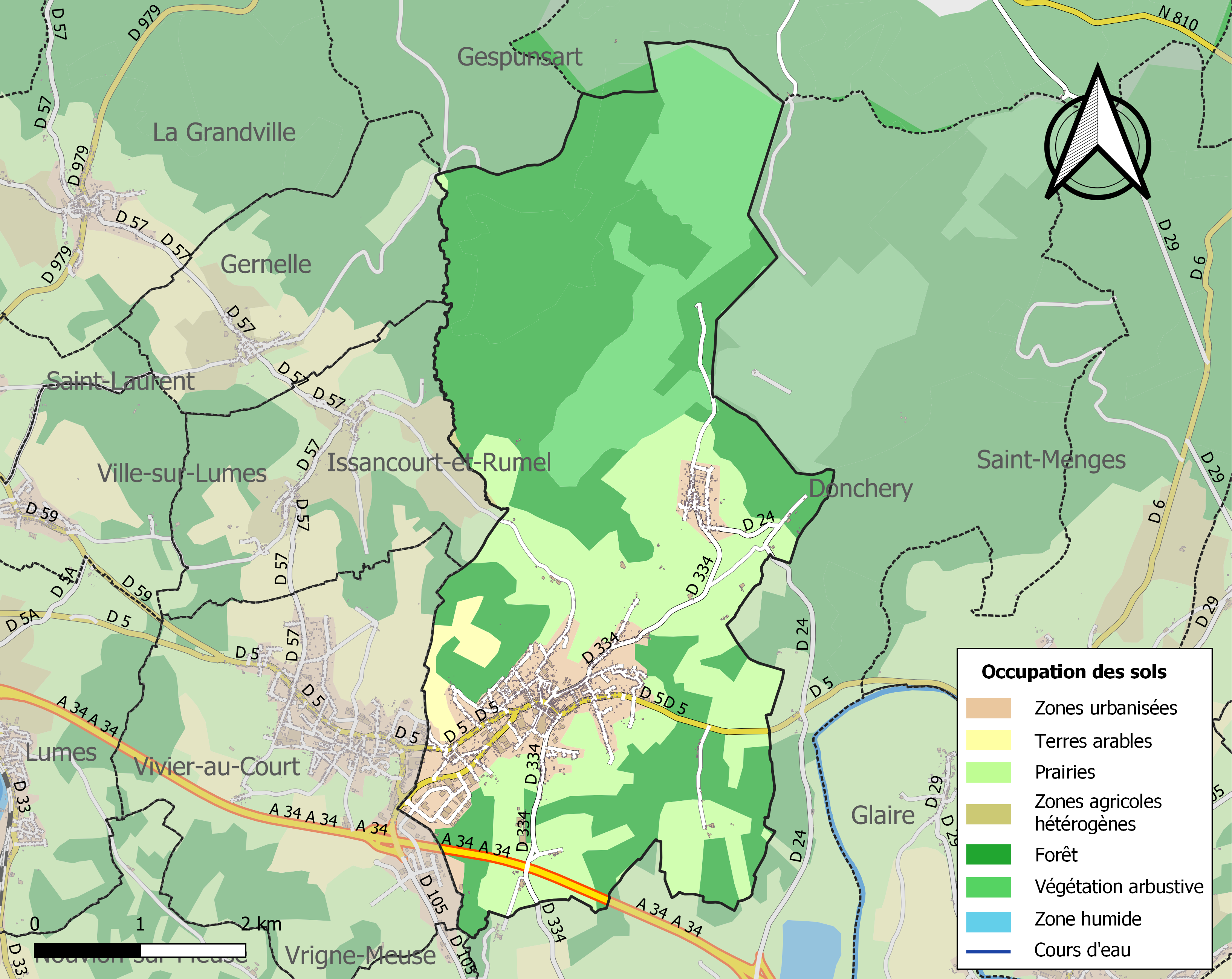
弗里涅欧布瓦的OSM定位图

## 行政
弗里涅欧布瓦的邮政编码为08330，INSEE市镇编码为08491。

## 政治
弗里涅欧布瓦所属的省级选区为色当第一县。

## 人口

1962-2008年间弗里涅欧布瓦人口变化图示

弗里涅欧布瓦于2022年1月1日时的人口数量为3524人。